# The Aston Shuffle
The Aston Shuffle são uma dupla de house de Canberra, Australia. Eles são compostos pelos Disc jockey e produtores de música eletrônica Mikah Freeman e Vance Musgrove. Além de suas carreiras na música, eles também apresentam seu próprio programa nas noites de sexta na ABC chamado Friday Night Shuffle.

## História
Eles começaram com alguns mixes em 2006–2007: "The Whistler", "Candy" e "Carry Me Away", lançando seu single de estreia "For Everyone" em 2007.
Em 2008, eles se tornaram um ato regular nas coletâneas da Ministry, com remixes de "Baby", de Pnau, "24 Hours", de Terry Poison (utilizado em So You Think You Can Dance) e o hit "Dance wiv Me" de Dizzee Rascal e Calvin Harris. Eles também lançaram seu segundo single, "Stomp Yo Shoes" naquele ano trabalhando com Tommie Sunshine e trabalharam em sua primeira coletânea da Ministry of Sound Australia, Mashed Four.
Em 2009, a dupla mixou o segundo disco do Clubber's Guide to 2009 da Ministry, que também marcou a estreia de seu terceiro single, "Do You Want More". Eles apareceram em 3º lugar na lista de melhores DJs da Austráliada inthemix50 da Sony e mixaram o disco 2 The 2010 Annual da Ministry of Sound.

## Discografia

### Álbuns de estúdio
| Título                  | Dados do álbum | Melhores posições nas paradas | Certiicações |
| Título                  | Dados do álbum | AUS                           | Certiicações |
| ----------------------- | --- | ----------------------------- | ------------ |
| Seventeen Past Midnight | - Lançado: 15 de abril de 2011 - Gravadora: Downright Music/Ministry of Sound Australia - Formato: CD, digital download | 45                            |              |
| Photographs             | - Lançado: 28 de março de 2014 - Gravadora: EMI Music Australia - Formato: CD, digital download                         | 12                            |              |

### Singles
| Single                                     | Ano  | Álbum                   |
| ------------------------------------------ | ---- | ----------------------- |
| "For Everyone"                             | 2007 | Single semk álbum       |
| "Stomp Yo Shoes" (com Tommie Sunshine)     | 2008 | Single semk álbum       |
| "Do You Want More" (com Danimal Kingdom)   | 2009 | Single semk álbum       |
| "I Wanna See You"                          | 2010 | Seventeen Past Midnight |
| "Your Love"                                | 2010 | Seventeen Past Midnight |
| "Start Again" (com Lovers Electric)        | 2011 | Seventeen Past Midnight |
| "Drop"                                     | 2011 | Seventeen Past Midnight |
| "Won't Get Lost"                           | 2012 | Non-album single        |
| "Can't Stop Now"                           | 2013 | Photographs             |
| "Comfortable" (com Will Heard)             | 2013 | Photographs             |
| "Tear It Down"                             | 2013 | Photographs             |
| "Never Take It Away" (com Mayer Hawthorne) | 2013 | Photographs             |

### Remixes
- Azari & III - "Reckless With Your Love" (The Aston Shuffle Remix) [Modular]
- Bunny Lake – "Into the Future" (The Aston Shuffle Remix) [Klein]
- C-Jay & D-19 featuring Michelle Chirers – "Nether Cutter" (The Aston Shuffle Remix)
- Chris Lake – "Carry Me Away" (The Aston Shuffle Remix) [Nervous]
- Claude VonStroke – "The Whistler" (The Aston Shuffle Remix) [Dirty Bird]
- Cosmos – "Take Me with You" (The Aston Shuffle Bootleg)
- Datarock – "Amarillion" (The Aston Shuffle Remix) [Nettwerk]
- Dave Robertson – "My Yellow Self" (Knights of The Aston Shuffle Remix)
- Dizzee Rascal featuring Calvin Harris & Chrome – "Dance wiv Me" (The Aston Shuffle Remix) [Ministry of Sound]
- Empire of the Sun – "DNA" (The Aston Shuffle Remix) [EMI]
- Fitz & The Tantrums – "The Walker" (The Aston Shuffle Remix) [Atlantic]
- Full Mental Slackers – "Auto Riot" (The Aston Shuffle Remix)
- Grafton Primary – "All Stars" (The Aston Shuffle Remix)
- Green Velvet – "Shake & Pop" (The Aston Shuffle Remix)
- Grum – "Can't Shake This Feeling" (The Aston Shuffle Remix) [Heartbeats]
- James Harcourt – Gaila Melon (The Aston Shuffle Remix)
- Joe Goddard feat. Valentina - "Gabriel" (The Aston Shuffle Remix) [Greco Roman / DFA]
- Kissy Sell Out – "Garden Friends" (The Aston Shuffle Remix)
- London Grammar – "Wasting My Young Years" (The Aston Shuffle Remix) [Ministry of Sound]
- Lost Valentinos – "Nightmoves" (The Aston Shuffle Remix) [etcetc]
- Lostep – "Villain" (The Aston Shuffle Remix)
- Malente – "Killer Applikation" (The Aston Shuffle Badonkadonk Remix) [Moonbootique]
- Malente vs Azzido Da Bass – "They're Killin' It" (The Aston Shuffle Remix) [Dim Mak]
- N.A.S.A featuring Kanye West, Lykke Li & Santigold – "Gifted" (The Aston Shuffle Remix)
- The Nu Coalition – "Born for the Nightlife" (The Aston Shuffle Remix)
- Owl Eyes – "Golden Lies" (The Aston Shuffle Remix)
- Pnau – "Baby" (The Aston Shuffle Just Whoah Remix) [etcetc]
- Pompeii – "Les Gilettes" (The Aston Shuffle Remix) [Kitsuné]
- The Presets – "Goodbye Future" (The Aston Shuffle Remix) [Modular]
- Rhys – "Hot Summer" (The Aston Shuffle Remix)
- Rocket Men – "Candy" (The Aston Shuffle Remix)
- Shena – "Electrosexual" (The Aston Shuffle Remix)
- Sneaky Sound System - "We Love" (The Aston Shuffle Remix) [Modular]
- The Subs – "Don't Stop" (The Aston Shuffle Remix)
- Terry Poison – "24 Hours" (The Aston Shuffle A-Bomb Remix)
- The Knocks feat. St. Lúcia - "Modern Hearts" (The Aston Shuffle Remix) [Interscope]
- Tronik Youth – "Disko Suks" (The Aston Shuffle Remix)

### Coletâneas
- Mashed Four (2008, Ministry of Sound) – Disc 2 of 2
- Clubber's Guide to 2009 (2009, Ministry of Sound) – Disc 2 of 3
- The 2010 Annual (2009, Ministry of Sound) – Disc 2 of 3
- Destroy (2010, Ministry of Sound) – Disc 1 of 2